# Elżbiecin (województwo świętokrzyskie)
Elżbiecin – wieś w Polsce, położona w województwie świętokrzyskim, w powiecie buskim, w gminie Busko-Zdrój.
W latach 1975–1998 miejscowość administracyjnie należała do województwa kieleckiego.
Według danych z 2011 roku Elżbiecin zamieszkiwało 70 osób. 
Przez wieś przechodzi  zielony szlak turystyczny z Wiślicy do Grochowisk.

## Integralne części wsi
| SIMC    | Nazwa           | Rodzaj    |
| ------- | --------------- | --------- |
| 0231662 | Gać             | część wsi |
| 0231679 | Nowa Wygoda     | część wsi |
| 0231685 | Wygoda Kozińska | część wsi |

## Historia
Folwark Elżbiecin z wsią zarobną Zwierzyniec do 1813 roku wchodził w skład Ordynacji Myszkowskich. Następnie jednym z jej dziedziców był Jan Olrych Szaniecki. W 1864 roku car Aleksander II Romanow wydał dekret o uwłaszczeniu włościan w Królestwie Polskim. Na mocy tego dekretu zniesiono pańszczyznę, a od dóbr ziemskich Elżbiecin vel Zwierzyniec odłączono wieś Zwierzyniec która stała się własnością mieszkających w niej rolników. Na parcelowanym folwarku Elżbiecin powstała po 1864 roku wieś. Część folwarcznej ziemi wynoszącą 90 morgów w 1892 roku nabyła rodzina Dygasińskich. W Elżbiecinie zmarli rodzice pisarza Adolfa Dygasińskiego.
W czasie II wojny światowej, oddział Armii Krajowej podążający na koncentrację wyznaczoną w rejonie Janiny stoczył potyczkę pod Zwierzyńcem. Bliskość walk oraz penetrowanie terenu przez niemieckie samoloty spowodowała panikę w Elżbiecinie i ucieczkę części mieszkańców do pobliskiego lasu.  
9 sierpnia 1944 roku, na zachód od wsi Elżbiecin poległ w walce z Niemcami Szczepan Koruba, działacz ruchu ludowego, dowódca plutonu w  oddziale Batalionów Chłopskich ziemi szanieckiej. 

## Osoby związane z Elżbiecinem
- Adolf Dygasiński -  powieściopisarz, jeden z głównych przedstawicieli naturalizmu.
- Szczepan Koruba – działacz ruchu ludowego, żołnierz Batalionów Chłopskich poległy pod Elżbiecinem.
- Jan Olrych Szaniecki - dziedzic folwarku Elżbiecin, poseł na sejm, minister sprawiedliwości w Rządzie Narodowym.